# パリ＝サクレー大学
パリ＝サクレー大学（仏: Université Paris-Saclay）は、フランスのパリ首都圏のサクレー大地にある総合大学である。旧パリ大学の一つであるパリ第11大学を前身とする。これまでに5人のノーベル賞受賞者と、11人のフィールズ賞受賞者を輩出している。パリ＝サクレー計画の一貫として、研究に特化した教育を行う研究大学であり、世界をリードする複数の研究施設を有する。
グランゼコール、学部、修士課程、博士課程の包括的で多様な学位を提供しており、その優れた研究成果とアカデミック・スタッフの献身的な取り組みにより、国際的に有名である。大学を構成する学部、研究所、構成機関のすべてが、科学・工学、生命科学・健康、社会科学・人文科学の分野で最先端の専門コースを提供し、カリキュラムに貢献している。
フランス代替エネルギー・原子力委員会（CEA）、フランス国立科学研究センター（CNRS）、フランス高等科学研究所（IHES）、フランス国立農業・食品・環境研究所（INRAE）、国立デジタル科学技術研究所（INRIA）、フランス国立保健医療研究所（INSERM）、フランス航空宇宙研究所（ONERA）と275の研究室を共有している。
現在、フランスの研究ポテンシャルの13%を占めている。
パリの南に位置し、パリ、オルセー、エヴリ、ベルサイユにまたがる広大な敷地を持ち、地理的にも社会経済的にも戦略的な位置にあり、その国際的な知名度によって強化されている。また、パリ近郊の自然保護区に位置し、ダイナミックな経済拠点の中心にある。

## 評価
2021年の世界大学学術ランキングにおいて、世界第13位とされた。2021年のURAP世界大学ランキングにおいて、世界第9位とされた。2025年のQS世界大学ランキングにおいて、世界第73位とされた。特に数学分野に強く、世界大学学術ランキングにおいて、世界第9位、ヨーロッパ第1位とされた。2023 年 10 月以来、大学は航空宇宙分野で二重学位を取得するための IPSA のパートナーとなっている。

## グランゼコール、学部

### グランゼコール
- サントラル・シュペレック
- パリ・サクレー高等師範学校
- アグロ・パリ・テック
- 光学大学院

### 学部・大学院
- 理学部（旧パリ大学理学部）
- ジャン・モネ学院
- 工科大学
- 医・薬学部

## のちにパリ工科大学（IPパリ）を設立
- エコール・ポリテクニーク
- テレコム・パリ
- 国立統計経済行政学院

- Orsay University Institute of Technology
- Paris-Saclay Polytechnic School

## 研究所
- CEA
- IHES
- INRIA